# Prapratno
Prapratno je manjši kraj in trajektno pristanišče v istoimenskem zalivu (hrv. Luka Prapratno) na južnem delu polotoka Pelješac ob Mljetskem kanalu, od koder od leta 2006 vozijo trajekti na otok Mljet (linija št. 832 Prapratno - Sobra).